# Пегниц (Германия)
Пегниц (нем. Pegnitz) — город и городская община  в Германии, в Республике Бавария.
Подчинён административному округу Верхняя Франкония. Входит в состав района Байройт. Население составляет 13 599 человек (на 31 декабря 2010 года). Занимает площадь 100,03 км². Официальный код — 09 4 72 175. Местные регистрационные номера транспортных средств (коды автомобильных номеров) (нем. Kraftfahrzeugkennzeichen) — BT.
Община подразделяется на 36 городских районов. В городе находится исток реки Пегниц.

## Население
По оценке на 31 декабря 2015 года население общины Пегниц составляет 13 356 чел. 

| Дата      | 1840 | 1871 | 1900 | 1925 | 1939 | 1950  | 1961  | 1970  | 1987  | 2011  |
| --------- | ---- | ---- | ---- | ---- | ---- | ----- | ----- | ----- | ----- | ----- |
| Население | 5788 | 5838 | 6230 | 6733 | 7872 | 11902 | 12973 | 14134 | 13282 | 13510 |

| Год       | 1960  | 1970  | 1980  | 1990  | 2000  | 2009  | 2010  | 2011  | 2012  | 2013  | 2014  | 2015  |
| --------- | ----- | ----- | ----- | ----- | ----- | ----- | ----- | ----- | ----- | ----- | ----- | ----- |
| Население | 12797 | 14102 | 13263 | 13801 | 14427 | 13656 | 13599 | 13493 | 13427 | 13331 | 13346 | 13356 |